# Haloragodendron glandulosum
Haloragodendron glandulosum är en slingeväxtart som beskrevs av Anthony Edward Orchard. Haloragodendron glandulosum ingår i släktet Haloragodendron och familjen slingeväxter. Inga underarter finns listade i Catalogue of Life.